# Modesto, California
Modesto este un oraș și sediul comitatului Stanislaus, statul California, Statele Unite ale Americii. Orașul se află amplasat la altitudinea de 28 m deasupra n.m. și ocupă suprafața de 93,1 km² din care 92,7 km² apă. La recensământul din 2008 orașul avea 209.936 loc. cu o densitate de 2.264,7 loc./km².

## Personalități marcante
- Mark Spitz, fost campion mondial la înot
- George Lucas, regizor
- Sonny Barger, întemeietorul clubului de motocicliși "Hells Angels"